# Mount Reece
Mount Reece är ett berg i Antarktis. Det ligger i Västantarktis. Argentina, Chile och Storbritannien gör anspråk på området. Toppen på Mount Reece är 1 085 meter över havet, eller 434 meter över den omgivande terrängen. Bredden vid basen är 2,1 km.
Terrängen runt Mount Reece är huvudsakligen kuperad, men västerut är den bergig. Trakten är obefolkad. Det finns inga samhällen i närheten.